# Neufmesnil
 Neufmesnil  es una comuna y población de Francia, en la región de Baja Normandía, departamento de Mancha, en el distrito de Coutances y cantón de La Haye-du-Puits. Está integrada en la Communauté de communes de la Haye-du-Puits.

## Demografía
| 204 | 176 | 168 | 173 | 156 | 175 |
| Para los censos de 1962 a 1999 la población legal corresponde a la población sin duplicidades (Fuente: INSEE [Consultar]) |     |     |     |     |     |